# Rosenstolz/Konzerte und Tourneen
Dies ist eine Liste über alle absolvierten Tourneen der deutschen Pop-Gruppe Rosenstolz.

## Tourneen
| Jahr | Titel                             | Zeitraum                               | Anzahl der Auftritte |
| --- | --------------------------------- | -------------------------------------- | -------------------- |
| 1991–1992 | Tour 1991/92                      | 4. Oktober 1991 – 21. November 1992    | 21 ( 21)             |
| Die erste Rosenstolz-Tour führte die Band nach Berlin, Hannover, Frankfurt am Main und Göttingen. |                                   |                                        |                      |
| 1994 | „Nymphoman“ Tour                  | 10. Juni 1994 – 9. Oktober 1994        | 12 ( 12)             |
| Die „Nymphoman“ Tour bestand insgesamt aus 12 Konzerten, wovon allein 5 im Berliner BKA-Zelt stattfanden. |                                   |                                        |                      |
| 1996 | „Objekt der Begierde“ Tour        | 18. Mai 1996 – 14. Dezember 1996       | 49 ( 47, 1, 1)       |
| Die dritte Tour von Rosenstolz führte die Band im Rahmen ihrer Haupttourneen zum ersten Mal nach Österreich und in die Schweiz. |                                   |                                        |                      |
| 1997 | „Die Schlampen sind müde“ Tour    | 20. Juni 1997 – 15. Dezember 1997      | 26 ( 26)             |
| Die „Die Schlampen sind müde“ Tour bestand insgesamt aus 26 Konzerten, die alle in Deutschland gespielt wurden. |                                   |                                        |                      |
| 1998 | „Alles Gute“ Tour                 | 30. April 1998 – 28. Juni 1998         | 34 ( 34)             |
| Die „Alles Gute“ Tour bestand aus 34 Konzerten in zwei Monaten. Es war die Tour zu ihrem Kompilationsalbum Alles Gute – Das Beste von 92 bis 98. |                                   |                                        |                      |
| 1999 | „Zucker“ Tour                     | 1. Mai 1999 – 31. Oktober 1999         | 41 ( 37, 1, 3)       |
| Die „Zucker“ Tour führte Rosenstolz nach drei Jahren auch wieder nach Österreich und in die Schweiz. |                                   |                                        |                      |
| 2000 | „Kassengift“ Tour                 | 26. September 2000 – 25. November 2000 | 34 ( 32, 1, 1)       |
| Die „Kassengift“ Tour bestand aus 34 Konzerten in zwei Monaten. |                                   |                                        |                      |
| 2001 | „Sanfte Verführer“ Tour           | 1. Oktober 2001 – 28. Oktober 2001     | 18 ( 18)             |
| Die im Oktober 2001 absolvierte „Sanfte Verführer“ Tour bestand aus 18 Konzerten in Deutschland. Sie war die Tour zu Rosenstolz zweitem Best-Of-Album Alles Gute – Die Goldedition – Das Beste von 92 bis 01.                                        |                                   |                                        |                      |
| 2002 | „Macht Liebe“ Tour                | 1. November 2002 – 21. Dezember 2002   | 27 ( 27)             |
| Die im Herbst 2012 durchgeführte „Macht Liebe“ Tour bestand aus 27 Konzerten in Deutschland, wovon allein sechs Konzerte in der Berliner Columbiahalle stattfanden.                                                                                  |                                   |                                        |                      |
| 2003 | „Was kann ich für eure Welt“ Tour | 11. Juni 2003 – 28. Juni 2003          | 10 ( 10)             |
| Die Open-Air-Tour im Sommer 2003 promotete ebenso das Album Macht Liebe. |                                   |                                        |                      |
| 2004 | „Herz“ Tour                       | 15. April 2004 – 10. Dezember 2004     | 49 ( 45, 2, 2)       |
| Die „Herz“ Tour wurde in zwei Abschnitten unterteilt. Die Sommertour wurde als Freiluftkonzerte gespielt, die Wintertour in Hallen. |                                   |                                        |                      |
| 2006–2007 | „Das große Leben“ Tour            | 12. April 2006 – 26. Juni 2007         | 53 ( 50, 2, 1)       |
| Die „Das große Leben“ Tour ist mit 53 Konzerten in Deutschland, Österreich und der Schweiz die größte Tour von Rosenstolz gewesen. Sie wurde in zwei Abschnitten unterteilt, der Abschnitt 2007 erhielt den Namen „Das große Leben geht weiter“ Tour |                                   |                                        |                      |
| 2008–2009 | „Bist du dabei“ Tour              | 7. November 2008 – 26. Januar 2009     | 28 ( 26, 1, 1)       |
| Die restlichen Auftritte der auf ursprünglich 42 Konzerten ausgelegte „Bist du dabei“ Tour wurden am 11. Februar 2009 auf Grund der Burnout-Erkrankung Peter Plates abgesagt.                                                                        |                                   |                                        |                      |